# شبکه کریستالی هگزاگونال فشرده
یکی از ساختارهای معمول بسته مواد (Close Packed Structure)، ساختار بسته شش ضلعی HCP یا Hexagonal Close Pack است. در این ساختار، اتم‌های یکی از لایه‌های متناوب مابین فواصل اتم‌های لایه‌های قبلی جای گرفته‌است (مانند ساختار FCC).  ولی به جای ساختار مکعبی، ساختار به صورت شش وجهی است. این مطلب در شکل زیر نمایش داده شده‌است.

Hexagonal close packed

ساختار شش وجهی، دارای سه لایه اتمی است. در هر دو طرف بالا و پایین لایه‌ها، 6 اتم وجود دارد که در آرایش شش ضلعی قرار گرفته‌اند و در وسط شش ضلعی، اتم هفتم قرار گرفته‌است. لایه میانی دارای سه اتم است که به صورت مثلث مابین دو سطح شش وجهی بالایی و پایینی قرار گرفته‌اند. این بدان معنی است که شش اتم شش ضلعی در صفحات بالا و پایین قرار گرفته‌اند و فقط سه اتم میانی وجود دارد که مابین آن‌ها قرار می‌گیرد.
همان‌طور که در شکل نمایش داده شده‌است، هر یک از 12 اتم دو لایه بالا و پایین، 1/6 اتم و هریک از دو اتم وسط شش وجهی، 1/2 اتم و هر یک از سه اتم میانی، یک اتم را به اشتراک می‌گذارند. این ساختار بسیار برای فلزات عنصری مانند بریلیوم، کادمیوم، منیزیوم، تیتانیوم، زینک و زیرکنیوم متداول است.

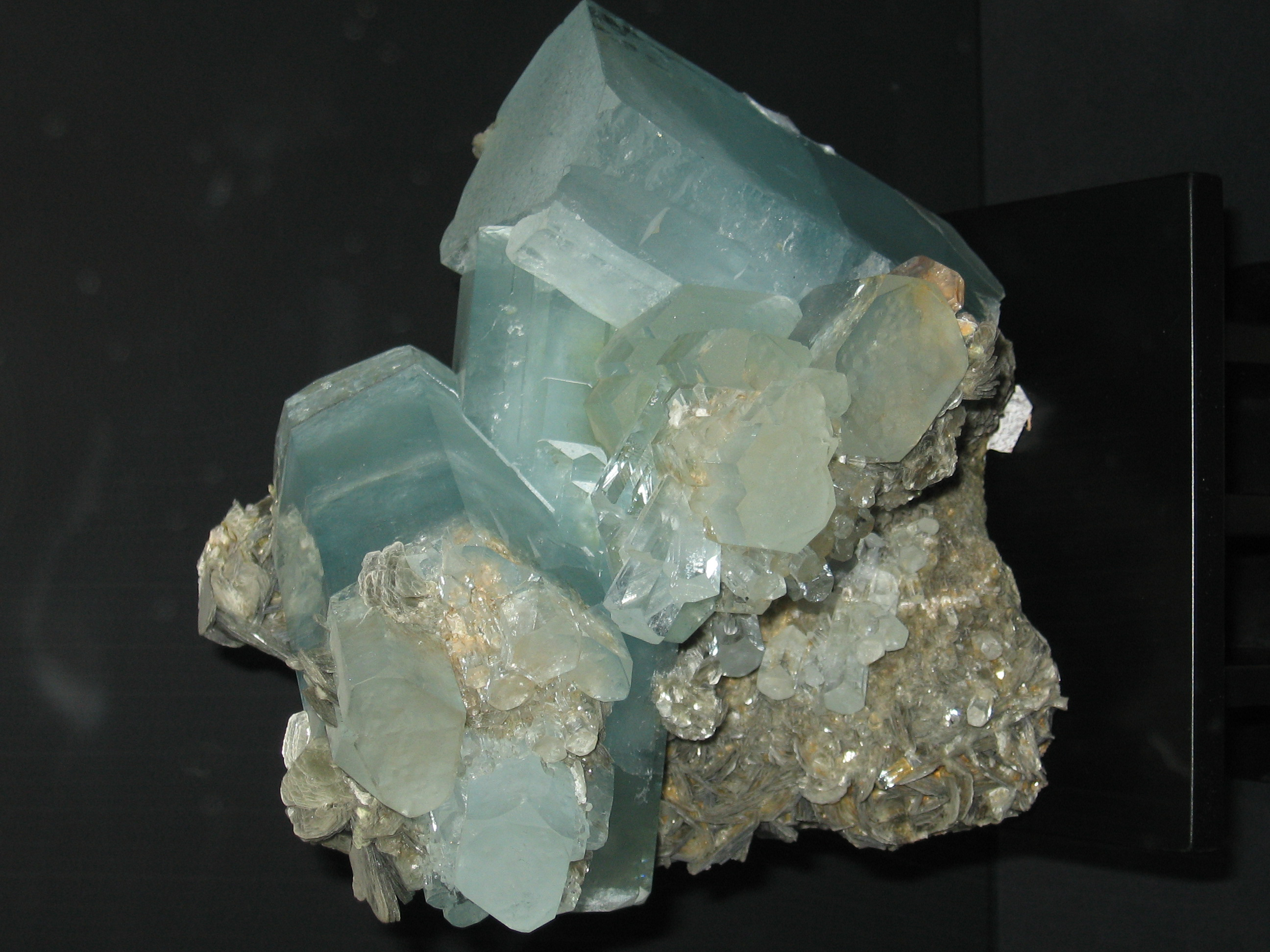
بلور بریل (Be3Al2(SiO3)6) با ساختار شش‌گوشه

با نگاهی به تصویر، ممکن است تصور کنید که ساختار HCP از ساختار FCC پیچیده تر است. ولی در حقیقت ساده تر است. این بدان معنا است که ما در ساختار HCP به جای سه لایه متفاوت اتمی، لایه سوم را تکرار لایه اول قرار می‌دهیم. بنابراین، لایه چهارم نیز تکرار لایه اول اتم‌ها است. لایه اول در شکل با حرف A و لایه دوم با حرف B نمایش داده شده‌است.
این مطلب قابل ذکر است که پارامتر شبکه در جهات مختلف در ساختار HCP متفاوت است.طبق شکل زیر، در جهات a1، a2 و a3 پارامتر شبکه مقدار مشخصی است ولی در راستای C مقدار آن بزرگتر است و باعث می‌شود مقدار پارامتر c/a افزایش یابد. بهترین حالت c/a برای کروی بودن ساختار، عدد 1.633 است که از بین فلزات، منیزیوم نزدیک‌ترین مقدار را (1.62) به این عدد دارد.
برای فلزات با ساختار HCP مانند زینک، منیزیوم، آلفا تیتانیوم، کوبالت و کادمیوم مقدار ضریب تراکم اتمها (Packing efficiency) مقدار 74%  با تعداد 12 اتم هماهنگ (12 coordination number) است. با توجه به اینکه مقدار بازده برای ساختار BCC مقدار 68% با 8 اتم است، ساختار HCP و FCC با 12 اتم و 74%، دارای آرایش اتمی متراکم تری هستند.

Close packing

یکی از راه‌های کارامد برای تصور روش قرار گرفتن اتم‌های کروی یک اندازه در ساختار اتمی HCP در نظر گرفتن جانمایی آن در سه بعد است. به‌طور مثال، همان‌طور که در شکل نشان داده شده‌است، اگر صفحه A زیر صفحه B قرار گیرد، دو طریقه ممکن برای قرار دادن صفحه بعدی روی لایه B وجود دارد. اگر لایه جدید دقیقاً روی صفحه A قرار گیرد، این باعث به وجود آمدن سری زیر می‌شود:
...ABABAB...
همان‌طور که پیشتر گفته شد، این آرایش اتمی در ساختار کریستالی را HCP یا گاهی CPH یا Closed Pack Hexagonal که همان ساختار شش وجهی است، در کتب مختلف به کار می‌برند.
ولی اگر این سه لایه نسبت به یکدیگر متفاوت باشند تا لایه چهارم دقیقاً روی لایه A قرار گیرد و سری تکرار شود، سری زیر حاصل می‌شود:
...ABCABCABC...
این نوع از قرار گرفتن اتم‌ها را CPP یا Cubic Close Packing نامند. یک سلول واحد از قرارگیری اتم‌ها به شکل CCP را FCC یا Face Centered Cubic نامند.
مقدار Packing Efficiency نیز با در نظر گرفتن حجم کروی اتم‌ها و تقسیم آن بر یک سلول، عدد 0.7405 به دست می آید که حداکثر میزان تراکم ممکن سلول‌ها در یک ساختار با اتم‌هایی با اندازه یکسان است.

## شبکه HCP
برای ایجاد یک بسته شش ضلعی A-B-A-B از کره‌های اتمی، بایستی نقاط مرکزی کره‌ها برای ایجاد شبکه در نظر گرفته شوند. فرض کنید هدف ایجاد یک جعبه از کره با توجه به ساختار HCP باشد. این جعبه در فضای مختصاتی x-y-z قرار خواهد گرفت.
ابتدا یک ردیف از کره‌ها را قرار دهید. همه مراکز کره‌ها روی یک خط مستقیم قرار خواهند گرفت. مختصات x کره‌ها به صورت ضریبی از 2r خواهد بود زیرا که فاصله بین مراکز هر دو کره به اندازه 2r بوده و r شعاع یک کره است . مختصات صفحات Y و Z را نیز به همین طریق در نظر بگیرید. برای سادگی کار، تصور کنید که توپ‌های کروی در ردیف اول هستند و مختصات y و z آن‌ها نیز r است. بنابراین سطح آن‌ها روی صفحه صفر قرار می‌گیرد. مختصات مراکز ردیف اول کره‌ها به صورت زیر خواهد شد:
...,(2r,r,r),(4r,r,r),(6r,r,r),(8r,r,r)
حال ردیف بعدی کره‌ها را تشکیل دهید. مجدداً، مراکز کره‌ها روی یک خط راست در مختصات محور X به‌طوریکه مراکز با هم به اندازه 2r اختلاف داشته باشند قرار گرفته ولی یک پرش فاصله ای به اندازه r در راستای محور X اتفاق افتاده است. یعنی مرکز هر کره در این ردیف و در راستای محور X روی محل اتصال دو کره ردیف اول قرار گرفته‌است. این مسئله باعث می‌شود که کره‌های ردیف جدید، نزدیکتر به کره‌های ردیف اول قرار گیرند تا زمانیکه کلیه کره‌های ردیف جدید در محل اتصال کره‌های ردیف پیشین قرار گیرند. از آنجا که کره‌های جدید، در تماس با دو کره هستند، مراکز آن‌ها یک مثلث متساوی الاضلاع را با مراکز کره‌های اطراف خود به وجود می آورند. اضلاع این مثلث به مقدار 2r است. بنابراین ارتفاع یا مختصات محور Y در این ردیف به اندازه 3r√ است. بنابراین، این ردیف مختصات زیر را خواهد داشت:
...,(r,r+√3r,r),(3r,r+√3r,r),(5r,r+√3r,r),(7r,r+√3r,r)

Animated-HCP-Lattice

اولین کره این ردیف فقط با یک کره در ردیف خود تماس دارد ولی مختصات آن از مختصات بقیه کره‌های همان ردیف تبعیت می‌کند.
ردیف بعدی این ساختار، از الگوی پرش در راستای محور مختصات X به اندازه r و در راستای محور مختصات Y به اندازه 3√ پیروی می‌کند. ردیف‌ها را تا رسیدن به حداکثر فضای موجود جعبه اضافه کنید.
در الگوی ...A-B-A-B، صفحه‌های دارای شماره فرد کره‌ها، دقیقاً همان تغییر مختصات را در راستای محور Z دارند و صفحه‌های دارای شماره زوج کره‌ها دارای همان تغییر مختصات در راستای محور X و Y هستند. هر دو نوع صفحه‌ها به وسیله روش‌های ذکر شده فوق شکل گرفته‌اند ولی نقطه شروع اولین ردیف اولین کره متفاوت است.
با استفاده از صفحه ذکرشده فوق به عنوان صفحه 1، صفحه A، یک کره روی این صفحه یک کره به نحوی قرار می‌دهد که با سه کره در صفحه A تماس داشته باشد. این سه کره پیشتر در تماس با یکدیگر، یک مثلث متساوی الاضلاع را تشکیل می‌دادند ولی از آنجا که هم‌اکنون در تماس با یک کره جدید قرار گرفته اند، این چهار مرکز یک صفحه هرمی مثلثی را به وجود می آورند. تمام این گوشه‌ها برابر با 2r است زیرا این گوشه‌ها از طریق تماس دو کره به جود آمده‌اند. ارتفاع یا مختصات محور Z بین دو صفحه متفاوت بوده و به مقدار 6/3√ برابر 2r می‌گردد. این ترکیب، در مختصات x و y مراکز ردیف اول صفحه B را به شکل زیر نمایش می‌دهد:
...,(r,r+√3r/3,r+√6r2/3),(3r,r+√3r/3,r+√6r2/3),(5r,r+√3r/3,r+√6r2/3),(7r,r+√3r/3,r+√6r2/3)
مختصات ردیف دوم نیز از الگویی که پیشتر ذکر شد، به طریق زیر خواهد شد:
...,(2r,r+4√3r/3,r+√6r2/3),(4r,r+4√3r/3,r+√6r2/3),(6r,r+4√3r/3,r+√6r2/3),(8r,r+4√3r/3,r+√6r2/3)
اختلاف با صفحه بعدی، صفحه A، مجدداً برابر با 6r2/3√ در راستای محور Z و با یک پرش به اندازه r  در راستای x و y برای هماهنگی با مختصات X و Y در صفحه اول A است .
به‌طور کلی، مختصات مراکز کره به صورت براکت 3*1 با رویه [(2i+((j+k)mod2),(√3(j+1/3(k mod2))),(2√6k/3)] و ضرب در مقدار r حاصل می‌شود. به‌طوری که i,j,k از عدد صفر در محورهای مختصات X و Y و Z شروع می‌شوند.